# Oui (essai)
Pour les articles homonymes, voir Oui.
Oui est un recueil d'articles littéraires écrits par Marc-Édouard Nabe entre 1982 et 1998, publié en 1998 par les éditions du Rocher. Les textes rassemblés dans cet ouvrage ont pour point commun de concerner des sujets pour lesquels Nabe fait part de son enthousiasme ou de sa sympathie, ou bien auxquels il consacre des recensions élogieuses. Il a été publié simultanément au livre Non, qui contient au contraire des textes polémiques et négatifs.

## Contenu

### Articles publiés

#### 20 ans
- « La femme de vingt ans », 20 ans n°21, mai 1988

#### L'Autre Journal
- « Malcolm X ou les nuances du fanatisme », L’Autre Journal n°2, février 1993
- « Lili et Lucette », L’Autre Journal n°3, mars 1993
- « Le silence de Barraqué », L’Autre Journal n°4, avril 1993
- « Fassbinder, l’homme-usine », L’Autre Journal n°5, été 1993

#### Cahiers Léon Bloy
- « Le grand livre rouge », Cahiers Léon Bloy n°1 (65e année), nouvelle série, mai 1991

#### Le Chroniqueur
- « L’Ayatollah Jamal », Le Chroniqueur n°2, décembre 1996[1]

#### Dossiers H
- « Pages arrachées au carnet d’un bloyen », Les Dossiers H « Léon Bloy », L’Âge d’Homme, mai 1990
- « Je préfère Lecomte », Les Dossiers H « René Daumal », L’Âge d’Homme, mars 1993
- « Le Grand Duc », Les Dossiers H « Dominique de Roux », L’Âge d’Homme, mai 1997

#### L'Éternité
- « Pourquoi avoir peur », L’Éternité n°1, février 1997 (reproduit sous le titre « Pourquoi avoir peur de l’Islam »)
- « Les cendres de Gandhi », L’Éternité n°2, mars 1997

#### L’Éventail
- « Le dernier esquimau », L’Éventail n°7, septembre 1986
- « La grande ourse », L’Éventail n°10, février-mars 1987
- « Pasolinismes », L’Éventail n°11, avril-mai 1987

#### L'Idiot international
- « Soutine à Chartres », L’Idiot international n°24, 25 octobre 1989
- « L’Idiostoïevskidiot », L’Idiot international n°25, 1er novembre 1989
- « Pureté. Petite fleur pour saint François », L’Idiot international n°26, 8 novembre 1989
- « Ode à Ava », L’Idiot international n°36, 7 février 1990

#### L'Imbécile de Paris
- « Clouzot est un génie », L’Imbécile de Paris n°3, 5 octobre 1991
- « Miles Davis est mort ? », L’Imbécile de Paris n°3, 5 octobre 1991

#### L'Infini
- « Cent phrases pour Paul Claudel », L'Infini n°21, printemps 1988
- « La littérature de Lautréamont », L'Infini n°23, automne 1988
- « Léon Bloy devant l’éternel », L'Infini n°26, printemps 1989

#### Jazz Magazine
- « Mon cœur est mort », Jazz Magazine n°360, mai 1987

#### Jazzman
- « Le dernier crieur de notes », Jazzman n°174, février 1993
- « Le cygne noir », Jazzman n°181, octobre 1994
- « Le Christ du swing », Jazzman n°183, décembre 1994
- « L’éléphant fou », Jazzman n°3, mai 1995
- « Les mille et une métamorphoses de Charlie Parker », Jazzman n°9, décembre 1995
- « Les Titans », Jazzman n°14, mai 1996
- « Orange était la couleur de son cœur », Jazzman n°23, mars 1997
- « Le Schpountz du jazz », Jazzman n°27, juillet-août 1997

#### Le Jazzophone
- « Monk my dear », Le Jazzophone n°15, 3e trimestre 1983

#### Nancy Jazz Pulsations
- « Vous n’aurez pas le Jazz et la Lorraine ! », bulletin du Nancy Jazz Pulsation n°1, 16 octobre 1986
- « Les vieux de la vieille et le jeune », bulletin du Nancy Jazz Pulsation n°2, 17 octobre 1986
- « Les yeux de la tête », bulletin du Nancy Jazz Pulsation n°3, 18 octobre 1986
- « Sublimation du craignos », bulletin du Nancy Jazz Pulsation n°4, 19 octobre 1986
- « Dimanche nouille », bulletin du Nancy Jazz Pulsation n°5, 20 octobre 1986
- « Free Froid et Free Chaud », bulletin du Nancy Jazz Pulsation n°6, 21 octobre 1986
- « Trois cloches et un génie », bulletin du Nancy Jazz Pulsation n°7, 22 octobre 1986

#### L’Officiel de la couture et de la Mode de Paris
- « Gertrude et Raymond », L’Officiel de la couture et de la Mode de Paris n°756, juin 1990

#### Paris Match
- « Feu l’oiseau », Paris Match n°2036, 3 juin 1988
- « Ouf ! », Paris Match n°2487, 15 janvier 1997

#### Plein Chant
- « Le barde du bonheur », Plein chant n°42-43, autonome 1988

#### Première
- « La vérité sur L’Enfer », Première, mars 1994
- « Le bon Pialat », Première, janvier 1996

#### Question de
- « Et Massignon s’offrit à la chaise », Question de n°90, septembre 1990
- « Miss « Non » », Question de n°97, septembre 1994

#### Le Quotidien de Paris
- « Bloy, toujours », Le Quotidien de Paris, 7 décembre 1988

#### Sans nom
- « La femme d’écrivain », Sans nom n°1, décembre 1993

#### Sud
- « Témoignage », Sud n°43, juin 1982

#### Le Visiteur
- « Gran Teatro Cervantes », Le Visiteur n°1, automne 1995

### Articles parus en volume
- « L’œuf du baiser », pour Luna-Park n°10, septembre 1986
- « L’Olympia », pour L'Éternité n°3, avril 1997
- « La mort dans le sang », pour Paris Match, 10 juillet 1997
- « Che Guevara ou la révolution de l’échec », pour Technikart n°18, décembre 1997

### Conférences
- « Le bras de mon fils », prononcée à l'Institut Catholique de Paris, 30 novembre 1996
- « Bernanos au Terminus », prononcée à l'Hôtel Shalimar, Hammamet, 24 juillet 1998

### Chapitres
- « Le jeu d'être un autre », dans André Bernard et Claude Beylie, Robert Le Vigan, Désordre et génie, Pygmalion, 1996, 239 p.  (ISBN 9782857044932)
- « Soupe aux anars », dans Collectif, Leo Mc Carey, Le Burlesque des sentiments, Mazzotta, 1998, 85 p.  (ISBN 9782900596234)

### Pochette de disque
- « Le Viking du “stride” », quatrième de pochette du premier disque de François Rilhac, Mégalo piano stride, septembre 1986

## Accueil critique
Invité dans l'émission  de télévision Tout le monde en parle en 1998, l'auteur s'explique sur le sens de ses deux ouvrages face au présentateur et producteur Thierry Ardisson, ainsi que ses autres invités dont Laurent Ruquier et Daniel Cohn Bendit, ce dernier semblant apprécier les positions prise par Marc-Édouard Nabe.

### Avis positifs
Dans Charlie Hebdo, Siné accueille favorablement Oui et Non, affirmant néanmoins qu'il « est souvent duraille de souscrire à certaines de ses amours aberrantes ». Delfeil de Ton, dans le Nouvel Observateur, souligne l'honnêteté de l'écrivain et affirme que « ses détestations sont des détestations d'admiration, [...] des détestations de protestation contre la médiocrité, la bassesse, ces obstacles sur le chemin de la beauté ».

### Avis négatifs
Invité de Bernard Pivot, dans l'émission Bouillon de culture, diffusée sur France 2 en mars 1999, les positions défendues par l'écrivain dans Oui sont critiquées par les autres invités. Marc Fumaroli le juge « moraliste, moralisant, humanitaire même », ajoutant qu'il « enfonce des portes ouvertes ». Stéphane Denis le rejoint pour affirmer qu'il défend des personnalités que personne n'attaque, comme Thelonious Monk ou Che Guevara.

## Édition
- Marc-Édouard Nabe, Oui, éditions du Rocher, 1998, 384 p.  (ISBN 2268031276).